# Daniel Kotz
Daniel Kotz (* 8. November 1852 in Kremsbrücke; † 30. April 1906 in Millstatt) war ein österreichischer Postmeister, Hotelier und Politiker.

## Leben
Kotz war der uneheliche Sohn der Wirtstochter Maria Kotz (* 25. Juni 1817; † 6. Februar 1887). Er war römisch-katholisch und heiratete am 15. Oktober 1875 Aloisia Pöllinger (* 7. März 1855; † 10. Juni 1901). Aus der Ehe gingen zwei Söhne und zwei Töchter hervor. Nach dem Tod der ersten Ehefrau heiratete er am 15. November 1903 Theresia Debaty verw. Humitsch (* 9. Oktober 1855; † 26. März 1921). Diese Ehe blieb kinderlos.
Kotz war Uhrmacher in Gmünd und Postmeister in Millstatt. Mit der ersten Ehe heiratete er in die Gastwirtschaft Pöllinger ein, die er zum Hotel Post ausbaute. Daneben war er Betreiber eines Personenfuhrwerk-Unternehmens. Er war Mitglied der Marktverwaltung und dann Bürgermeister von Millstatt. 1905 wurde er zum Ehrenbürger von Millstatt ernannt.
Er war Herausgeber der Publikation „Millstatt und seine Umgebung“ und Funktionär des Kärntner Bauernbundes. Vom 26. Januar 1897 bis zu seinem Tod am 30. April 1906 war er Abgeordneter im Kärntner Landtag. Im Landtag war er in der VIII. Wahlperiode von 1897 bis 1902 Mitglied des land- und volkswirtschaftlichen, des Bau-, des juridisch-politischen, des Revisions- und des Wahlreformausschusses und in der IX. Wahlperiode von 1903 bis 1906 Mitglied des landwirtschaftlichen Ausschusses und des Ausschusses für Bauten und Kommunikation.
Er gehörte dem Klub DVP bzw. KBB an.